# Rudolf Arens
Rudolf Arens (* 11. Oktober 1926 in Saarbrücken; † 10. Oktober 1991 in Bad Hersfeld) war ein deutscher Grünlandwissenschaftler.

## Leben
Rudolf Arens, Sohn eines Gymnasialdirektors, studierte nach einer landwirtschaftlichen Praxis seit 1950 Landwirtschaft an der Universität Bonn und promovierte dort als Schüler von Ernst Klapp mit einer Dissertation über die Anfangsentwicklung von Grünlandneuansaaten. Anschließend war er als Assistent am Institut für Pflanzenbau in Bonn tätig. 1963 habilitierte er sich mit einer Arbeit über die langjährige Entwicklung von Mähweide-Ansaaten. Als Privatdozent wirkte er weitere fünf Jahre in Bonn. 1968 wurde ihm der Titel außerplanmäßiger Professor verliehen.
Seit dem Frühjahr 1968 leitete Arens das Institut für Grünlandwirtschaft an der Hessischen Lehr- und Forschungsanstalt für Grünlandwirtschaft und Futterbau Eichhof–Bad Hersfeld. Ein Schwerpunkt seiner Forschungsarbeiten waren Untersuchungen über die Nutzungseignung von Pflanzenarten und Sorten des Dauergrünlandes. In den 70er Jahren gehörte er zu den ersten Forschern seines Fachgebietes, die Versuche zur Biotop- und Landschaftspflege anlegten. Seit 1971 hielt er als Honorarprofessor an der Justus-Liebig-Universität Gießen Vorlesungen über Grünlandwirtschaft.
Arens war seit 1950 Mitglied der katholischen Studentenverbindung KDStV Bavaria Bonn.

## Schriften
- Beiträge zur langjährigen Entwicklung von Mähweide-Ansaaten unter besonderer Berücksichtigung der kritischen Saatstärken. Landwirtschaftsverlag Hiltrup/Westf. 1963 = Forschung und Beratung Reihe B, Heft 8. - Zugl.: Habil.schr. Univ. Bonn 1963.
- Neuanlage von Dauergrünland. In: Ernst Klapp "Wiesen und Weiden. Eine Grünlandlehre". 4. Aufl. Verlag Paul Parey, Berlin und Hamburg 1971, S. 326–369.